# NGC 6214
NGC 6214 is een spiraalvormig sterrenstelsel in het sterrenbeeld Draak. Het hemelobject werd op 2 augustus 1884 ontdekt door de Amerikaanse astronoom Lewis A. Swift.

## Synoniemen
- UGC 10507
- MCG 11-20-24
- ZWG 320.36
- IRAS 16393+6608
- PGC 58709